# Kâzım Karabekir
Musa Kâzım Karabekir (Isztambul, 1882 – Ankara, 1948. január 26.) török tábornok, politikus, a török parlament házelnöke 1946-tól haláláig. Az első világháborúban az oszmán Keleti Hadsereg parancsnokaként szolgált, majd a török függetlenségi háború vezető tábornokai között volt.

## Fiatalkora
Kâzım Karabekir 1882-ben született Mehmet Emin pasa oszmán tábornok fiaként Isztambul Kocamustafapaşa mahalléjában. Gyerekkorában bejárta az országot apjával, Isztambulba apja halála után, 1893-ban tért vissza. 1894-ben katonai középiskolába íratták. Tanulmányait az isztambuli katonai akadémián folytatta, ahol 1902-ben végzett évfolyamelsőként.

## Katonai pályája
1906-ban besorozták a Harmadik hadseregbe, amellyel Bitolában, Macedóniában szolgált. A görög és bolgár gerillákkal folytatott harcokban tanúsított erényei elismeréseképp 1907-ben századossá léptették elő. A következő években Isztambulban és az edirnei Második Hadseregben szolgált.

### Balkáni háborúk
Edirnei szolgálata idején, 1912-ben őrnagyi rendfokozatot kapott. Részt vett az első Balkán-háborúban Bulgária ellen. 1913. április 22-én, az edirne-kalei csatában fogságba esett, október 21-én, a fegyverszünet aláírásakor szabadult ki.

### Első világháború

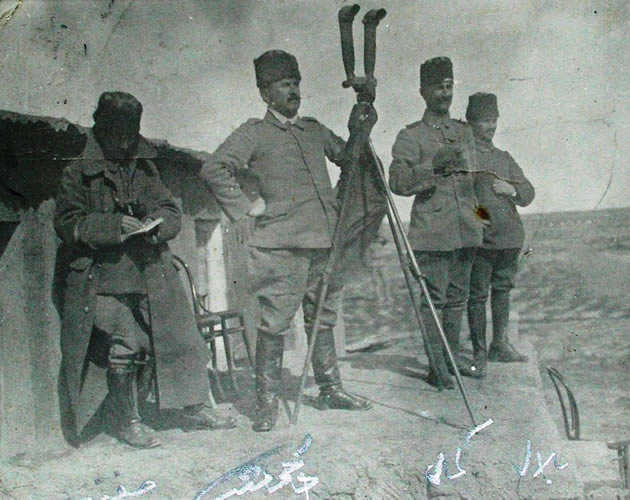
Kâzım Karabekir bej Kút ostrománál (1916)

Az első világháború kitörésekor a hírszerzés parancsnokává nevezték ki, nem sokkal később alezredessé léptették elő. Rövid ideig a délkeleti fronton harcolt, majd a Dardanellákhoz küldték. 1915 nyarán a 14. hadosztályt vezette a gallipoli csatában. Itteni érdemei elismeréseként ezredessé léptették elő. Ezután a mezopotámiai frontra vezényelték. A Hatodik Hadsereg kötelékében harcolt a britek ellen.
Tíz hónapig a Kaukázusban harcoló 2. hadtestet vezette az oroszok ellen. 1917 szeptemberében a szultán dandártábornokká nevezte ki.

### Függetlenségi háború
Az első világháború végén, a sèvres-i békeszerződés értelmében VI. Mehmed szultán parancsot adott Karabekirnek a megadásra, amit a dandártábornok megtagadott. Az erzurumi kongresszus idején katonái szavatolták a kongresszus biztonságát. 1920-ban ő vezette az újonnan alakult Örmény Köztársaság elleni hadjáratot, melynek során elfoglalta Kars, Sarıkamış és Alekszandropol városokat. Ő írta alá az alexandropoli békét 1920. december 2-án, majd a karsi békét a Szovjetunióval 1921. október 23-án.

## Politikai pályája
Miután a török függetlenségi háború befejeződött, 1922-től 1923-ig Karabekir Edirne parlamenti képviselőjeként vett részt a politikai életben. 1923 júniusától Isztambul képviselője lett. A függetlenségi háborúban tanúsított érdemeiért a parlament a legmagasabb kitüntetést, a Függetlenségi Érdemrendet adományozta neki. A hadseregből 1924. október 26-án szerelt le.
Karabekir és az államalapító Mustafa Kemal Atatürk között véleménykülönbségek alakultak ki. Karabekir nem értett egyet a kalifátus azonnali felszámolásával; azon a véleményen volt, hogy meg kellene várni a kirkuki helyzet megoldását (Nagy-Britannia angol mandátum alá akarta helyezni a ma Irakban található területet.) Délkeleten a vallásos kurdok lázadtak a kormány ellen, így Karabekir szerint a kalifátus eltörlésére rossz volt az időzítés.
1924. november 17-én Karabekir saját pártot alapított Terakkiperver Cumhuriyet Fırkası (Haladó Köztársasági Párt) néven. A pártot 1925-ben betiltották, miután Kemal Karabekirt okolta a kurd lázadásért és a személye elleni izmiri gyilkossági kísérletért. Karabekirt több társával együtt bebörtönözték, Musztafa Kemalhoz fűződő egykori baráti viszonya megszűnt.
Karabekirt kényszerítették, hogy távozzon a politikai életből; visszavonult és elkezdte megírni emlékiratait a függetlenségi háborúról. Atatürk halála után Karabekirt İsmet İnönü rehabilitálta. 1939-ben tért vissza a politikai életbe Isztambul képviselőjeként, 1946-ban házelnökké választották. 1948-ban, 66 éves korában, szívrohamban hunyt el Ankarában.
Karabekirnek İclal nevű feleségétől három lánya született, Hayat, Emel és Timsal. 2005-ben kadıköyi házát, ahol 15 évig élt háziőrizetben, múzeummá alakították át.

## Könyvei
- Ankarada Savaş Rüzgarları (A háború szele Ankarában), 448 pp.
- Bir Duello ve Bir Suikast (Egy párbaj és egy merénylet), 272 pp. ISBN 975-7369-39-X
- Birinci Cihan Harbi 1-4 (I. világháború 1-4), 4 books 1320 pp. ISBN 975-7369-21-7
  - Birinci Cihan Harbine Neden Girdik? (Miért léptünk be az első világháborúba), 199 pp. 1st book ISBN 975-7369-21-7
  - Birinci Cihan Harbine Nasıl Girdik? (Hogyan léptünk be az első világháborúba?), 464 pp. 2nd book ISBN 975-7369-22-5
  - Birinci Cihan Harbini Nasıl İdare Ettik? (Hogyan bírtuk ki az első világháborút?), 272 pp. 3rd book ISBN 975-7369-23-3
  - Birinci Cihan Harbini Nasıl İdare Ettik? , 384 pp. 4th book ISBN 975-7369-24-1
- Cumhuriyet Tarihi Set 1 (A köztársaság története 1. sorozat), 13 könyv
- Cumhuriyet Tarihi Set 2 (A köztársaság története 2. sorozat), 12 könyv
- İstiklal Harbimiz 1-5 (A mi függetlenségi háborúnk 1-5)
- Paşaların Kavgası (A pasák vitája)
- Paşaların Hesaplaşması (A pasák elszámoltatása)
- Cehennem Değirmeni 1-2 (A pokol szélmalma 1-2)
- İzmir Suikasti (İzmiri merénylet)
- Çocuklara Öğütler (Tanácsok gyerekeknek)
- Hayatım (Életem)
- İttihat ve Terakki Cemiyeti 1896-1909 (Egység és Haladás 1896-1909)
- Ermeni Dosyası (Örmény mappa)
- İngiltere, İtalya ve Habeş Harbi (Brit–olasz–etióp háború)
- Kürt Meselesi (A kurd kérdés)
- Çocuk, Davamız 1-2 (Gyermek, a mi ügyünk 1-2)
- İstiklal Harbimizin Esasları (A függetlenségi háborúnk elvei)
- Yunan Süngüsü (Görög szurony)
- Sanayi Projelerimiz (Ipari ügyeink)
- İktisat Esaslarımız (Gazdasági elveink)
- Tarihte Almanlar ve Alman Ordusu (Németek a történelemben és a német hadsereg)
- Türkiye’de ve Türk Ordusunda Almanlar (Németek Törökországban és a török hadseregben)
- Tarih Boyunca Türk-Alman İlişkileri (Török–német kapcsolatok a történelem folyamán)
- İstiklal Harbimizde İttihad Terraki ve Enver Paşa 1-2 (Egység és Haladás, valamint Enver pasa a függetlenségi háborúnkban)
- İstiklal Harbimizin Esasları Neden Yazıldı? (Miért íródtak a függetlenségi háború alapelvei?)
- Milli Mücadelede Bursa (Bursa a függetlenségi háború idején)
- İtalya ve Habeş (Olaszország és Etiópia)
- Ermeni Mezalimi (Örmény düh)
- Sırp-Bulgar Seferi (Szerb-bolgár kampány)
- Osmanlı Ordusunun Taaruz Fikri (Az oszmány hadsereg támadási koncepciója)
- Erkan-i Harbiye Vezaifinden İstihbarat (Hírszerzés)
- Sarıkamış-Kars ve Ötesi (Sarıkamış, Kars és azon túl)
- Erzincan ve Erzurum'un Kurtuluşu (Erzincan és Erzurum felszabadítása)
- Bulgaristan Esareti -Hatıralar, Notlar (Fogság Bulgáriában - Emlékek, jegyzetek)
- Nutuk ve Karabekir'den Cevaplar (Atatürk beszéde és válaszok Karabekirtől)

## Külső hivatkozások
- Fényképek